# Element sintètic
Elements sintètics són aquells elements químics que la humanitat no coneixia fins que els va sintetitzar, això és, que no els va descobrir com a tals en la naturalesa. Són elements inestables, amb períodes de semidesintegració prou baixos perquè es desintegrin gairebé totalment des de la formació de la Terra, per la qual cosa no es troben en quantitats apreciables excepte per l'acció humana, en reactors nuclears o acceleradors de partícules. Es solen reconèixer a la taula periòdica per tenir el nombre atòmic escrit en vermell.
Entre ells es compten els següents (s'indica nom, símbol i nombre atòmic):
- Tecneci, Tc (43)
- Prometi, Pm (61)
- Neptuni, Np (93)
- Plutoni, Pu (94)
- Americi, Am (95)
- Curi, Cm (96)
- Berkeli, Bk (97)
- Californi, Cf (98)
- Einsteini, Es (99)
- Fermi, Fm (100)
- Mendelevi, Md (101)
- Nobeli, No (102)
- Lawrenci, Lr (103)
- Rutherfordi, Rf (104)
- Dubni, Db (105)
- Seaborgi, Sg (106)
- Bohri, Bh (107)
- Hassi, Hs (108)
- Meitneri, Mt (109)
- Darmstadti, Ds (110)
- Roentgeni, Rg (111)
- Copernici, Cn (112)
- Nihoni, Nh (113)
- Flerovi, Fl (114)
- Moscovi, Mc (115)
- Livermori, Lv (116)
- Tennes, Ts (117)
- Oganessó, Og (118)